# Höjer
Höjer alternativt Höijer, är en svensk släkt, enligt familjetraditionen härstammande från en tysk adelssläkt från Hoya. Enligt en släktuppteckning från 1762 skall släkten i stället komma från "Höijendorph" vid Weser.
Reinhold Höijer var gästgivare i Arboga 1592, blev borgmästare 1615 och var riksdagsman 1617. Han var av allt att döma far till "Johannes Höier Arbogiensis", som bör vara identisk med den Johan Höijer som var stadsskrivare i Sala 1640, stadsskrivare i Arboga 1641–1646 och riksdagsman 1640. Reinhold Höijer var även far till borgmästaren i Arboga Lorentz Höjer (1593–1651) och rådmannen i Lindesberg Henrik Höjer (död 1661 eller 1662). Lorentz Höjer var far till lektorn i Västerås Samuel Höjer (1629–1687) och handlaren i Stockholm och Arboga Reinhold Höjer (1632–1702). En av Reinhold Höjers söner var Robert Höjer, som möjligen är identisk med den person som en tid på 1690-talet var förvaltare vid Billnäs i Pojo, Nylands län.

## Personer inom släkten
- Johan Carl Höjer
- Benjamin Höijer
- Josef Otto Höijer
- Magnus Höjer
- Johan Adolf Höjer
- Nils Höjer
- Torvald Höjer d.ä.
- Axel Höjer
- Gerda Höjer
- Karl Höjer
- Torvald T:son Höjer (Torvald Höjer d.y.)
- Torgny Höjer
- Malou Höjer